# Unione Ginnastica Goriziana Hockey 1975
Questa voce raccoglie le informazioni riguardanti l'Unione Ginnastica Goriziana nelle competizioni ufficiali della stagione 1975.

## Maglie e sponsor
| 1ª divisa |

## Rosa
| N° | Naz.                   | Ruolo | Sportivo          |  |  |  |
| -- | ---------------------- | ----- | ----------------- |  |  |  |
| ?  | Italia (bandiera)      | E     | Berce             |  |  |  |
| ?  | Italia (bandiera)      | E     | Coriato           |  |  |  |
| ?  | Italia (bandiera)      | E     | Tiziano Facchini  |  |  |  |
| ?  | Italia (bandiera)      | P     | Francesco Fontana |  |  |  |
| ?  | Stati Uniti (bandiera) | E     | Robert Fraley     |  |  |  |
| ?  | Italia (bandiera)      | E     | Gregori           |  |  |  |
| ?  | Italia (bandiera)      | E     | Paolo Marchesini  |  |  |  |
| ?  | Italia (bandiera)      | E     | Marzillo          |  |  |  |
| ?  | Italia (bandiera)      | E     | Giuseppe Scieghi  |  |  |  |
| ?  | Italia (bandiera)      | E     | Sicignano         |  |  |  |

- Allenatore: ?